# Hermann Kasack
Hermann Kasack (n. 24 iulie 1896 - d. 10 ianuarie 1966) a fost un scriitor german.
A scris o lirică inițial expresionistă, ulterior de factură clasică și romane simbolic-utopice, cu accente suprarealiste, în viziune kafkiană, pe tema totalitarismului dezumanizant.

## Scriitori
- 1918: Omul ("Der Mensch")
- 1920: Insula ("Die Insel")
- 1920: Misiunea tragică ("Die tragische Sendung")
- 1920: Sora ("Die Schwester")
- 1943: Eterna existență ("Das ewige Dasein")
- 1947: Orașul de dincolo de fluviu ("Die Stadt hinter dem Strom")
- 1952: Năvodul cel mare ("Das große Netz")
- 1964: Filigrane ("Wasserzeichen").